# Офуку
Офуку (яп. おふく) — традиционная японская причёска, которую носят майко в последние два года перед становлением гейшей. Во время празднеств причёска может меняться на кацуяму во время Гион Мацури и якко-симада во время празднования японского Нового Года.
Офуку также называется фукувагэ (яп. 吹髷). Она произошла от причёсок «фукива» (яп. 吹輪) и кацуяма (яп. 勝山髷).

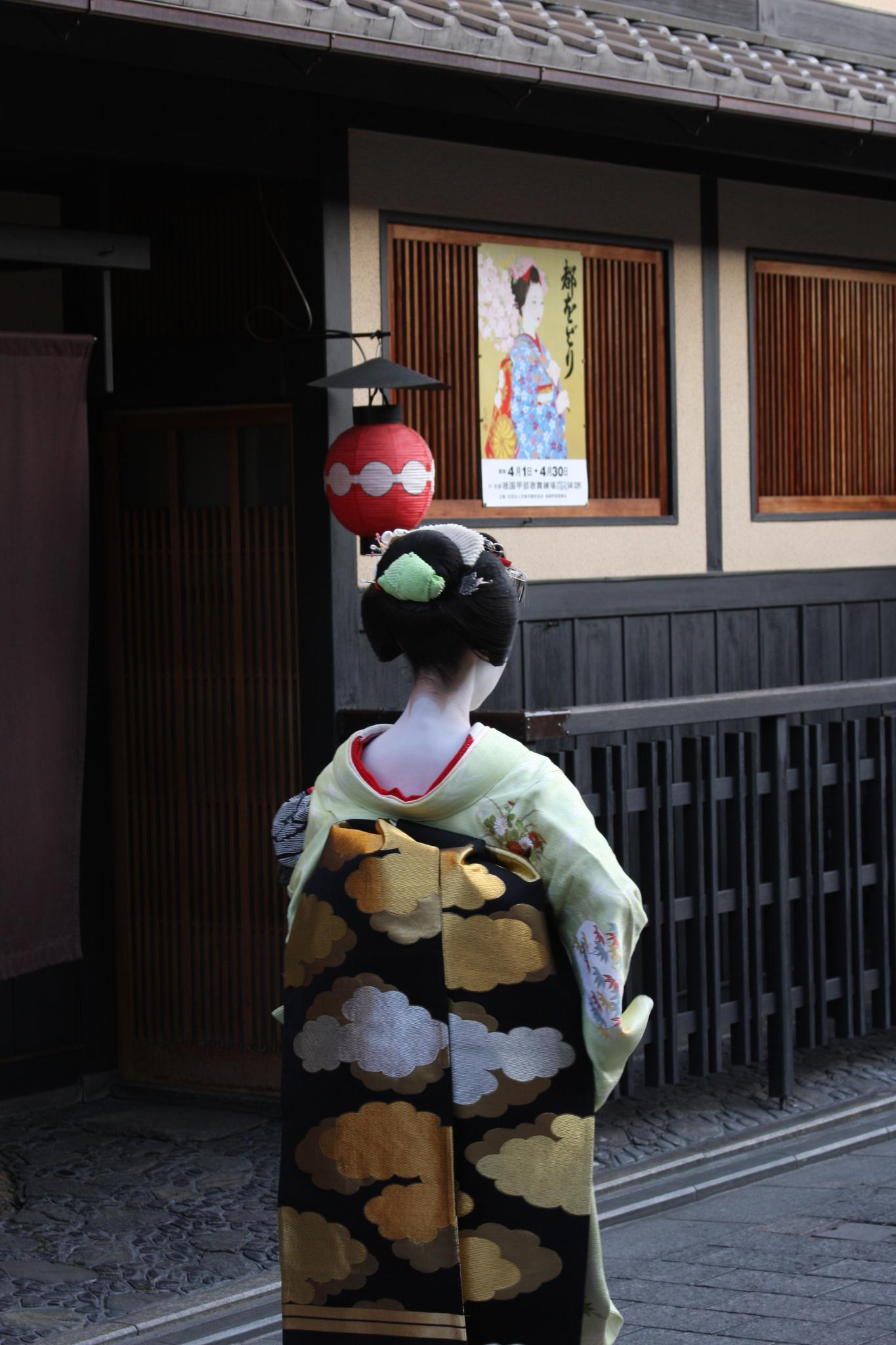
Причёска офуку на майко Косэн

Таю Симабары носили аналогичную причёску. Она распространилась среди учениц фрейлин, а позже и в народ. В конце XX века её носят только майко последние два-три года обучения, после варэсинобу. Последние две недели перед эрикаэ майко носит причёску сакко.
Особенность причёски — треугольное украшение, накалывающееся на заднюю сторону плоского (по сравнению с варэсинобу) пучка. У недавно начавших носить офуку она красная, а у более старших майко — розовая, бледно-голубая и белая. Красная лента аримати каноко (яп. ありまち鹿の子) в офуку не используется.